# Diocèse d'Allentown

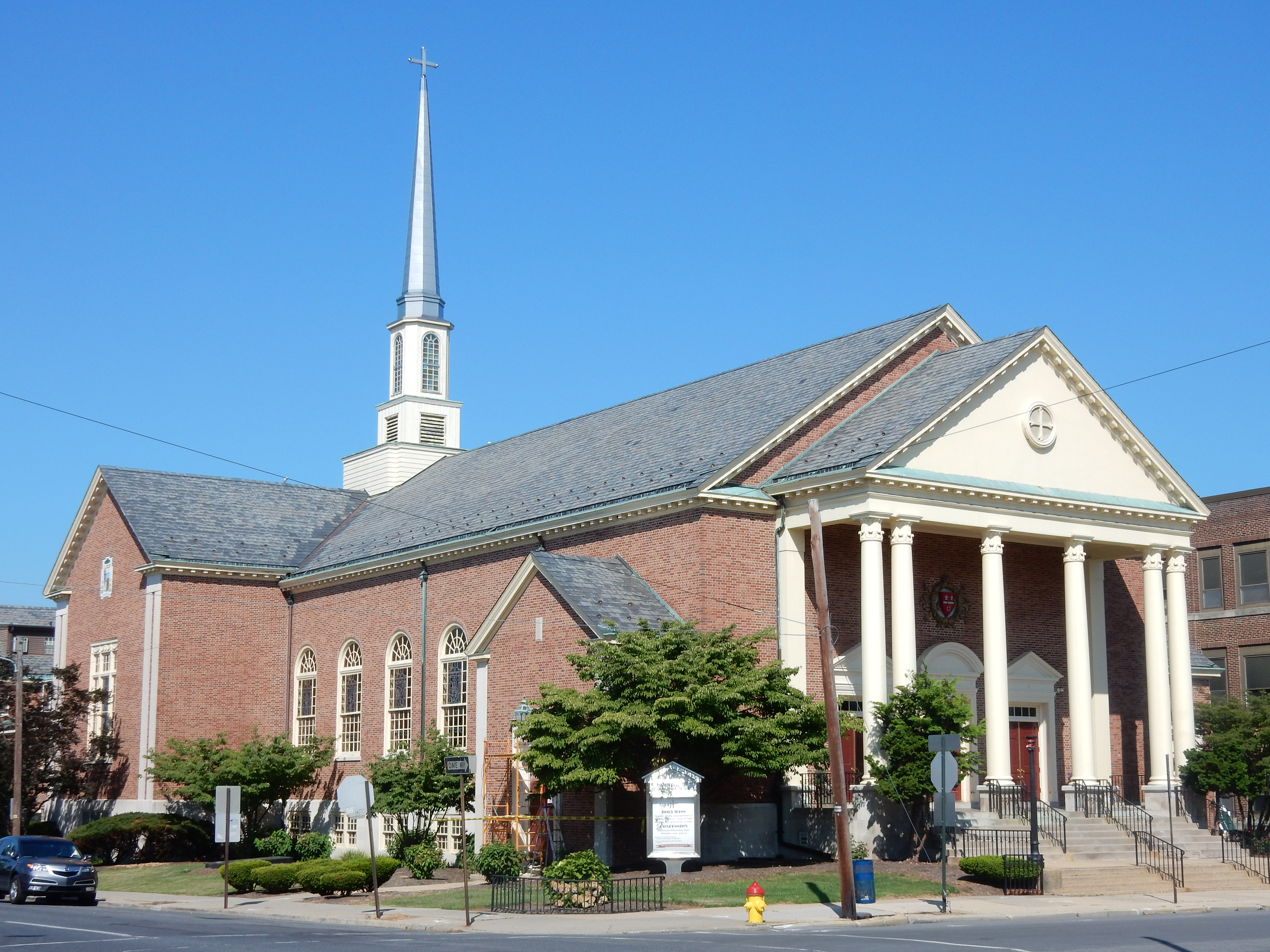
La cathédrale Sainte-Catherine-de-Sienne d’Allentown.

Le blason du diocèse.

Le diocèse d’Allentown est un territoire ecclésiastique de l’Église catholique aux États-Unis dont le siège est à la cathédrale Sainte-Catherine-de-Sienne d’Allentown, en Pennsylvanie.
Le diocèse est suffragant de l'archidiocèse de Philadelphie. Il est tenu depuis 2017 par Alfred Andrew Schlert (it). 

## Territoire
Le diocèse couvre les comtés de Berks, de Carbon, de Lehigh (où se trouve Allentown), de Northampton et de Schuylkill ; il administre 89 paroisses, 34 écoles primaires, 6 écoles secondaires et 2 collèges universitaires.

## Histoire
Le diocèse est érigé le 28 janvier 1961 par Jean XXIII, recevant son territoire de l’archidiocèse de Philadelphie.

## Statistiques
- Le diocèse comptait en 2015[1] 303 000 baptisés catholiques (23,3 % de la population totale), servis par 233 prêtres (174 diocésains et 59 réguliers), 92 diacres permanents, 76 religieux, 302 religieuses et 17 séminaristes dans 94 paroisses et 26 missions.
- Le diocèse comptait en 2016[2] 258 997 baptisés catholiques (20,5% de la population totale), servis par 244 prêtres dans 89 paroisses.

## Églises importantes
On trouve dans la ville d’Allentown deux églises importantes du diocèse :
- la cathédrale Sainte-Catherine-de-Sienne, église principale du diocèse[4] ;
- l’église de l’Immaculée-Conception, que la Conférence des évêques catholiques des États-Unis a désigné sanctuaire national dédié à Notre-Dame de Guadalupe[5].